# Intermountain West
Designa-se como Intermountain West, ou Intermountain Region, a região geográfica e geológica da região ocidental da América do Norte, mais concretamente na Região Oeste dos Estados Unidos situada entre as Montanhas Rochosas a leste e a Cordilheira das Cascatas (Cascade Range) e Sierra Nevada a oeste.
A região Intermountain West tem uma topografia de planaltos e basin and range. Alguns dos rios da região chegam ao oceano Pacífico, tais como o rio Columbia e o rio Colorado, e outros formam bacias endorreicas não chegando ao oceano, como o rio Walker ou o rio Owens.
Partes desta vasta região incluem grandes acidentes geográficos, como por exemplo:
- Província geológica de Basin and Range
- Planalto do Colorado
- Grande Bacia
- Planaltos Intermontane

Conhecem-se como intermountain states (estados entre-montanhas) o Nevada, Utah, a parte do Idaho a sul do rio Salmon, a parte do Arizona a norte do Mogollon Rim, a parte ocidental do Colorado e a parte noroeste do Novo México a oeste das Montanhas Rochosas. Os intermountain states integram assim todo o território entre os "Rockies", "Sierras" e "Cascades". Incluem-se nos chamados "Mountain States".